# William Finch
William Finch (ur. 1691, zm. 25 grudnia 1766) – brytyjski dyplomata.
Jego ojcem był Daniel Finch, 2. hrabia Nottingham, a bratem Edward Finch (zm. 1771).
Poślubił Charlotte Fermor, córkę Thomasa Fermora, 1. hrabiego Pomfret. Ich dziećmi byli Sophia Finch i jej młodszy brat George Finch, 9. hrabia Winchilsea.
Gdy w latach 1719-1720 ambasadorem brytyjskim w Sztokholmie był John Carteret, 2. hrabia Granville, William Finch pracował jako jego sekretarz. W latach 1721-24 sam piastował godność ambasadora, aż w 1728 zastąpił go Stephen Poyntz.
W okresie 1724–1728 i ponownie w latach 1733-1734 był posłem brytyjskim w Hadze, w okresach 1727-1747 i 1755-1761 zasiadał jako poseł Izby Gmin w parlamencie brytyjskim.